# 오와리 도쿠가와가
오와리 도쿠가와가(尾張徳川家)는 도쿠가와씨의 분가인 도쿠가와 고산케 중 으뜸인 가문이다. 오와리번주의 가계로서 오와리 주나곤가(尾張中納言家), 오와리가(尾張家), 비슈가(尾州家)로도 불린다. 에도 시대 다이묘 중 가장 높은 가격(家格)을 지닌 가문이기도 했다. 하지만 메이지 유신이후 화족령에 의한 작위수여는 후작이었으며 같은 고산케였던 미토가는 가업인 대일본사의 완성으로 공작작위를 수여받아 오와리가는 가격이 뒤쳐지게 되었다.
가문의 시조는 도쿠가와 이에야스의 9남 도쿠가와 요시나오(아명은 고로타)이다.

## 같이 보기
- 나고야성 - 오와리번청
- 고노와타